# بریستول لوسیفر
بریستول لوسیفر (به انگلیسی: Bristol Lucifer) یک هواگرد ساختِ کارخانهٔ بریستول ایروپلین در کشور بریتانیا است.